# Arena Skövde
Arena Skövde je naziv za višenamjensku dvoranu s pratećim sadržajima, predviđenu za održavanje uglavnom sportskih manifestacija.
Smještena je u švedskom gradu Skövdeu.
U sastav Arene se nalaze 3 dvorane i popratni sadržaji kao npr. bazen, sportski bar, teretane, saune, 18 bowling linija itd.
U najvećoj dvorani (A dvorana), koja je površinski veća od ostale dvije dvorane, je maksimalni kapacitet pri sportskim natjecanjima od 2 500 posjetitelja. Ovo čini Arenu Skövde jednom od većih dvorana u Švedskoj pa se nekoliko utakmica Svjetskog prvenstvo u rukometu 2011. održava u njoj.
U općini Skövde postoji oko 100 sportskih udruga i veliki broj njih koristi Arenu Skövde za svoje aktivnosti. U planu je pravljenje konferencijske dvorane s 1000 mjesta a završetak ovog projekta bi trebao biti 2012. godine.

## Vanjske poveznice
- Službene stranice